# Amok (película)
Amok es una película dramática marroquí de 1983 dirigida por Souheil Ben-Barka. Ingresó en el decimotercer Festival Internacional de Cine de Moscú.

## Elenco
- Robert Liensol como Mathieu Sempala.
- Miriam Makeba como Joséphine Sempala.
- Douta Seck como Reverend Sikau Norje.
- Richard Harrison como Elton Horn.
- Gianni Garko
- George Ardisson
- Edmund Purdom
- Claudio Gora como M. Horn